# Operazione Sportpalast
Operazione Sportpalast era il nome in codice di una missione intrapresa dalla Kriegsmarine della Germania nazista nel marzo 1942 nelle acque del Mare di Norvegia, nell'ambito dei più vasti eventi del teatro dell'Artico della seconda guerra mondiale.
Avvistata la presenza di due convogli degli Alleati in navigazione nelle acque a nord della Norvegia (il PQ 12 diretto a Murmansk dall'Islanda e il QP 8 in rientro nel Regno Unito dalla Russia), i tedeschi fecero salpare il 6 marzo una formazione navale agli ordini dell'ammiraglio Otto Ciliax, comprendente la grande nave da battaglia Tirpitz al suo esordio in una missione offensiva. La partenza della formazione tedesca fu subito segnalata da un sommergibile britannico e quindi tracciata dagli apparati di intelligence di Londra; il comandante della Home Fleet ammiraglio John Tovey, già in mare con parte delle sue forze per scortare i due convogli, diresse quindi all'intercettazione delle navi tedesche.
Ostacolate dalle avverse condizioni meteo, con mare in burrasca e bufere di neve, entrambe le formazioni mancarono l'intercettamento dei reciproci bersagli: Tovey non riuscì a entrare in contatto con la Tirpitz, mentre i tedeschi mancarono entrambi i convogli e si limitarono ad affondare un mercantile rimasto isolato. Una schiarita del tempo il 9 marzo consentì reciproci attacchi aerei alle due formazioni da battaglia in mare, ma senza alcun danno per le due parti; l'operazione si concluse quindi con un nulla di fatto: i tedeschi rientrarono alla base indenni, ma entrambi i convogli alleati giunsero a destinazione senza troppi danni.

## Antefatti
Il lancio dell'invasione tedesca dell'Unione Sovietica il 22 giugno 1941 impose agli Alleati occidentali la necessità strategica di sostenere la lotta dei sovietici con invii di armamenti, equipaggiamenti e materie prime vitali. Furono aperte varie rotte di rifornimento dal Regno Unito, e poi dagli Stati Uniti d'America, alla volta dell'Unione Sovietica, ma la via più rapida e diretta per far giungere i carichi era la rotta navale che collegava i porti della Gran Bretagna con gli scali di Murmansk e Arcangelo nel nord della Russia, passando per i bacini del Mare di Norvegia e del Mare di Barents.
Se la "rotta artica" era la via più breve, essa era anche, al tempo stesso, quella più pericolosa: anche trascurando le condizioni ambientali, con frequenti burrasche, clima rigido, presenza di banchi di ghiaccio galleggiante e visibilità pessima, la rotta era esposta per buona parte del suo percorso alle azioni offensive delle forze armate tedesche insediate nella Norvegia settentrionale, la cui lunga e frastagliata linea costiera offriva numerose basi navali e aeree da cui far partire improvvisi attacchi di velivoli, sommergibili e navi di superficie. Stante anche la penuria di mezzi a disposizione della Flotta del Nord sovietica, la protezione dei convogli artici per Murmansk richiese un cospicuo intervento delle unità della Royal Navy britannica.
La prima missione di rifornimento sulla rotta artica (il "Convoglio Dervish") fu felicemente portata a termine dai britannici tra il 21 e il 31 agosto 1941. Fu ben presto stabilito un sistema di convogli periodici, con cadenza mensile, contraddistinti dalla sigla "PQ" quando diretti dal Regno Unito in Russia e dalla sigla "QP" quando erano composti da mercantili scarichi che compivano il tragitto inverso; entro la fine del 1941, cinque convogli della serie PQ e quattro della serie QP furono portarono a termine la navigazione senza perdere una sola unità. Convinti di una facile vittoria in Unione Sovietica, i tedeschi avevano completamente sottovalutato il problema del contrasto ai convogli di rifornimento degli Alleati diretti in Russia, ma alla fine del 1941 avevano iniziato a correre ai ripari ammassando velivoli e U-Boot nelle basi norvegesi.
Il convoglio PQ 6 del dicembre 1941 fu il primo a sperimentare il contrasto tedesco, quando la sua scorta ebbe un breve e senza troppi esiti conflitto a fuoco con una squadra di cacciatorpediniere tedeschi al largo di Capo Nord; il 2 gennaio 1942 fu invece un U-Boot, l'U-134, ad aggiudicarsi il primo successo affondando un mercantile rimasto separato dal convoglio PQ 7. La disponibilità di protezione aerea e basi sicure lungo la costa norvegese consentiva poi alla Kriegsmarine di impiegare ottimamente le proprie grandi unità di superficie, occasione subito sfruttata dal Großadmiral Erich Raeder: il 14 gennaio 1942 la nave da battaglia Tirpitz, da poco entrata pienamente in servizio, lasciò Wilhelmshaven per giungere, due giorni più tardi, nel porto norvegese di Trondheim per essere impiegata contro i convogli artici. La grande nave dovette inizialmente rimanere in porto perché priva di cacciatorpediniere di scorta, richiamati per prendere parte all'operazione Cerberus nel canale de La Manica, mentre il tentativo di costituire un gruppo navale più corposo con l'aggiunta degli incrociatori pesanti Admiral Scheer e Prinz Eugen dovette essere rimandato, dopo che il secondo fu silurato da un sommergibile britannico il 23 febbraio, sulla rotta per Trondheim; alla fine del mese, in ogni caso, la Tirpitz era pronta a entrare in azione nel teatro artico.

## L'operazione

### I convogli britannici

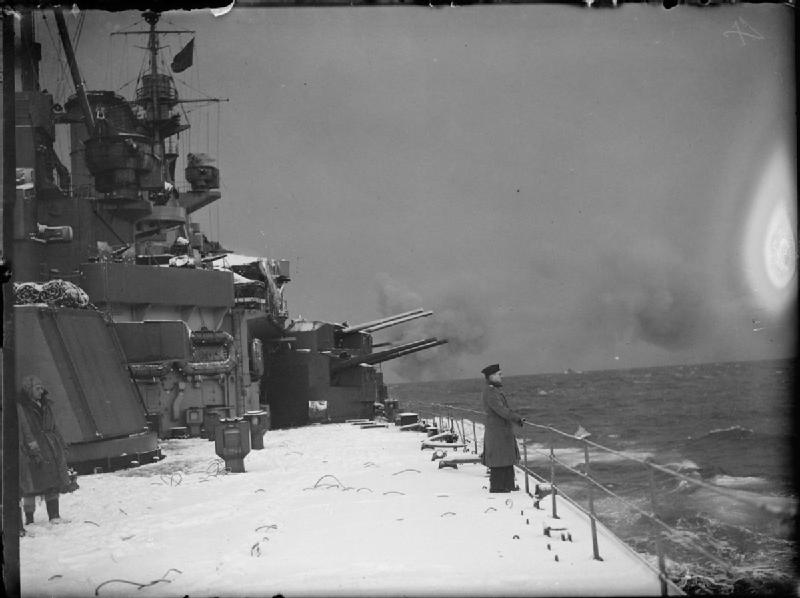
Il ponte della King George V, ammiraglia della Home Fleet, ingombro di neve durante una traversata artica

Dopo essersi radunato nel Hvalfjörður vicino Reykjavík in Islanda provenendo dal Regno Unito, il 1º marzo 1942 il convoglio PQ 12 salpò alla volta di Murmansk con sedici mercantili di varia nazionalità; nel corso del primo tratto del suo percorso il convoglio fu scortato solo da tre pescherecci armati, sostituiti poi dalla scorta oceanica il 4 marzo seguente. Inizialmente la scorta oceanica doveva comporsi del dragamine britannico HMS Gossamer e di cinque baleniere ex-norvegesi (Shera, Shusa, Stefa, Sulla e Svega), riconvertite in cacciasommergibili e destinate a essere cedute alla Marina sovietica una volta giunte a destinazione; a causa del mare in tempesta e del cattivo tempo, tuttavia, solo due delle baleniere si aggregarono al convoglio: altre due baleniere tornarono in Islanda, mentre il Gossamer e una baleniera proseguirono per conto proprio alla volta di Murmansk. Come ulteriore protezione, quello stesso 4 marzo al convoglio si aggregarono i moderni cacciatorpediniere britannici HMS Oribi e HMS Offa; il comandante dell'Oribi, comandante John Edwin Home McBeath, assunse la guida della scorta del convoglio PQ 12.
Quello stesso 1º marzo, da Murmansk prese il mare il convoglio QP 8 diretto nel Regno Unito con quindici mercantili scarichi. La scorta era garantita dai cacciatorpediniere sovietici Gremâŝij e Gromkij e dai dragamine britannici HMS Harrier e HMS Sharpshooter, unità sostituite poi, al largo di Tromsø, dalla scorta oceanica composta dalle corvette HMS Oxlip e HMS Sweetbriar e dai dragamine HMS Hazard e HMS Salamander; una volta lasciato il QP 8, il cacciatorpediniere Gremâŝij e il dragamine Harrier sarebbero andati a rinforzare la scorta del PQ 12 durante il suo avvicinamento finale alle coste russe. Infine, l'incrociatore leggero HMS Nigeria, in rientro nel Regno Unito da Murmansk dopo la scorta al convoglio PQ 11 il febbraio precedente, avrebbe fornito protezione a distanza al QP 8 tra il 2 e il 7 marzo.
La scorta a distanza per i convogli sarebbe stata assicurata da due separati scaglioni distaccati dalla Home Fleet britannica. Il primo, salpato da Scapa Flow il 3 marzo agli ordini del viceammiraglio Alban Curteis e diretto a incrociare nella zona attorno all'isola di Jan Mayen, comprendeva la nave da battaglia HMS Duke of York, l'incrociatore da battaglia HMS Renown (nave ammiraglia di Curteis), l'incrociatore leggero HMS Kenya e sei cacciatorpediniere (HMS Faulknor, HMS Fury, HMS Echo, HMS Eclipse, HMS Eskimo e HMS Punjabi). Il secondo, che prese il mare sempre da Scapa Flow la mattina del 4 marzo agli ordini dell'ammiraglio John Tovey (comandante in capo della Home Fleet) per dirigere più vicino alle coste norvegesi, comprendeva la nave da battaglia HMS King George V (nave ammiraglia), la portaerei HMS Victorious, l'incrociatore pesante HMS Berwick e sei cacciatorpediniere (HMS  Ashanti, HMS Bedouin, HMS Icarus, HMS Intrepid, HMS Lookout e HMS Onslow). Infine, un cordone di cinque sommergibili alleati (tre britannici e due norvegesi) fu dislocato al largo delle coste della Norvegia centrale per segnalare l'uscita in mare di gruppi da battaglia tedeschi, mentre altri nove sommergibili sovietici operavano lungo le coste settentrionali norvegesi.

### LaTirpitzesce in mare

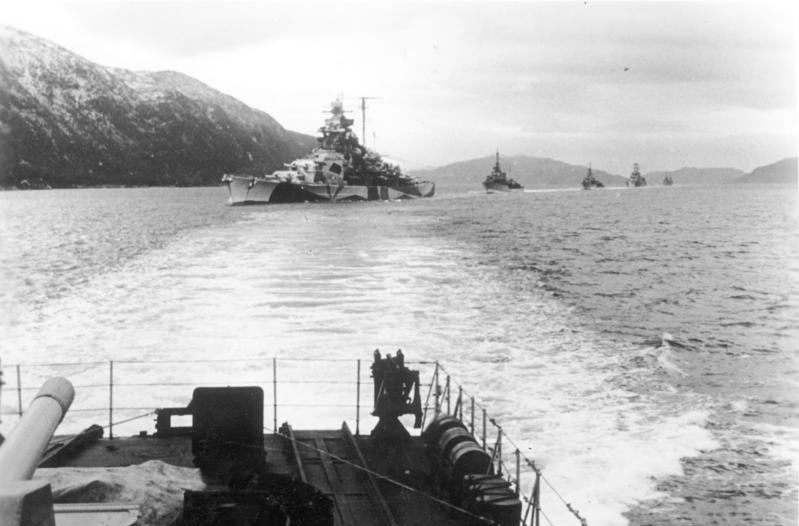
La Tirpitz, seguita da un codazzo di cacciatorpediniere di scorta, manovra in un fiordo norvegese nel 1942

La navigazione delle varie formazioni alleate procedette inizialmente senza troppe difficoltà, per quanto il tempo si mantenesse brutto con mare agitato e frequenti raffiche di neve. Nel pomeriggio del 4 marzo il Berwick dovette abbandonare la formazione dell'ammiraglio Tovey e rientrare a Scapa Flow con la scorta del Beduin dopo aver accusato problemi all'apparato motore; l'incrociatore leggero HMS Sheffield ricevette l'ordine di sostituire il Berwick, ma poco dopo essere partito da Scapa Flow fece detonare una mina nelle acque a nord-est dell'Islanda accusando gravi danni e un morto tra l'equipaggio: l'incrociatore riuscì a raggiungere Seyðisfjörður in Islanda il 6 marzo con la scorta di due cacciatorpediniere, ma rimase fuori uso per le riparazioni fino al luglio seguente.
Il 5 marzo, intorno alle 13:00, un velivolo da ricognizione a lungo raggio Focke-Wulf Fw 200 tedesco individuò la posizione del convoglio PQ 12, intento a solcare le acque del mare di Norvegia circa 100 miglia a sud di Jan Mayen; le trasmissioni del velivolo furono subito rilevate dal servizio britannico di intercettazione delle comunicazioni radio (Y service) e quasi immediatamente decodificate dagli specialisti di Bletchley Park, mettendo in allerta i comandi britannici. Un gruppo di quattro U-Boot già in mare fu inviato a pattugliare la zona segnalata dal ricognitore ma non riuscì a entrare in contatto con il convoglio nemico; contemporaneamente Raeder dispose l'uscita in mare della Tirpitz sotto il nome in codice di "operazione Sportpalast": agli ordini dell'ammiraglio Otto Ciliax, la grande nave prese quindi il mare da Trondheim alle 16:00 del 6 marzo con la scorta dei cacciatorpediniere Z5 Paul Jacobi, Z7 Hermann Schoemann, Z14 Friedrich Ihn e Z25, dirigendo con rotta nord-nord est nel Mare di Norvegia.
Il gruppo navale tedesco fu avvistato intorno alle 18:00 dal sommergibile britannico HMS Seawolf; costretto a immergersi, il sommergibile riuscì a riferire dell'avvistamento solo alle 19:45. Tovey, che la mattina del 6 marzo si era ricongiunto al gruppo di Curteis formando un'unica forza, ricevette notizia della sortita della Tirpitz poco dopo la mezzanotte del 7 marzo: per quanto non fosse chiaro se la nave fosse diretta verso i convogli o stesse tentando piuttosto di dirigere in Atlantico attraverso le acque artiche, l'ammiraglio britannico decise di piegare a nord per avvicinarsi ai mercantili; il tentativo di catapultare alcuni ricognitori dalla Victorious per localizzare i tedeschi dovette essere abbandonato a causa delle proibitive condizioni meteo che impedivano sostanzialmente le operazioni di volo.

### Il mancato intercettamento

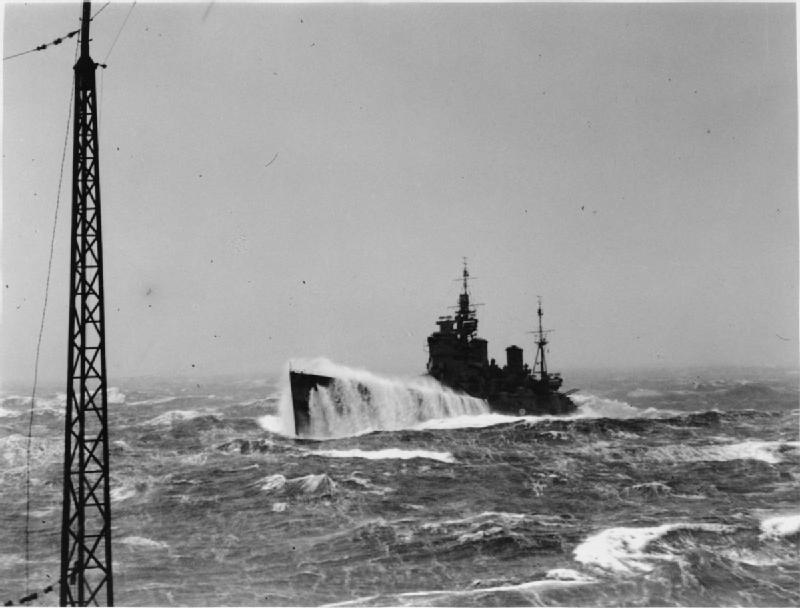
Fotografata dal ponte della portaerei Victorious, la nave da battaglia Duke of York sfida il mare in tempesta durante la scorta a un convoglio artico

Le analoghe pessime condizioni atmosferiche impedirono a Ciliax di far catapultare dalla Tirpitz i due idrovolanti da ricognizione Arado Ar 196 imbarcati, e alle 10:00 l'ammiraglio tedesco spinse quindi in avanti tre dei suoi cacciatorpediniere (Ihn, Schoemann e Z25) per fungere da avanguardia per la corazzata. Intorno alle 12:00, mentre i due convogli alleati passavano fianco a fianco circa 200 miglia a sud dell'Isola degli Orsi, la Tirpitz si ritrovò ad attraversare la rotta poco prima percorsa dal PQ 12, trovandosi circa 90 miglia a poppa del convoglio; le navi di Tovey, che alle 11:22 aveva virato verso sud trovandosi su una rotta identica a quella dei tedeschi, si trovavano a loro volta a circa 90 miglia a nord della Tirpitz.
Non assistiti dalla ricognizione aerea, i due contendenti vagarono in mezzo alle bufere di neve alla ricerca del nemico. Alle 16:30 i cacciatorpediniere tedeschi Ihn e Schoemann raggiunsero una posizione a circa 100 miglia a poppa del convoglio QP 8; qui entrarono in contatto con il mercantile sovietico Izhora (o Ijora), separatosi dal convoglio QP 8 a causa del mare in tempesta: il cargo fu colato a picco a cannonate, e il suo segnale di soccorso, pur captato dalle navi di Tovey, si rivelò di scarsa utilità visto che la posizione del mercantile non era chiara. Alle 18:30 i cacciatorpediniere tedeschi sospesero la loro missione di ricognizione e si ricongiunsero alla Tirpitz.
Intorno alle 20:00 Tovey, sulla base di segnalazioni relative all'analisi del traffico radio tedesco intercettato dai britannici, virò verso nord, trovandosi così a circa 150 miglia a sud-ovest della Tirpitz lungo una rotta di intercettazione; l'ammiraglio britannico dovette inviare sei dei suoi cacciatorpediniere in Islanda per rifornirsi di carburante, mentre altri sei cacciatorpediniere furono distaccati dalla formazione e disposti in un cordone tra la posizione della Home Fleet a nord e le Isole Lofoten a sud, ritenuta essere la via di ritirata più probabile per i tedeschi: i cacciatorpediniere rimasero in posizione fino alle 08:00 dell'8 marzo quando, senza aver avvistato nulla, anch'essi si ritirarono in direzione dell'Islanda per rifornirsi di carburante. Dopo aver ridotto la distanza dalla Tirpitz a 120 miglia, alla mezzanotte dell'8 marzo Tovey invertì la rotta e diresse verso sud: l'intenzione dell'ammiraglio britannico era quella di trovarsi in posizione per lanciare un attacco aereo all'alba contro la rotta di rientro dei tedeschi verso le Lofoten, ma così facendo si allontanò, inavvertitamente, dal suo bersaglio.
Alle 04:00 dell'8 marzo Tovey riconsiderò la sua decisione: privo di cacciatorpediniere (una condizione condivisa con il tedesco Ciliax, che quella stessa mattina aveva dovuto distaccare i suoi cacciatorpediniere per inviarli a Tromsø a rifornirsi di carburante) in acque infestate dagli U-Boot, l'ammiraglio piegò verso sud-ovest in direzione dell'Islanda per radunare altre unità di scorta. I due contendenti, all'oscuro della posizione l'uno dell'altro, continuarono ad allontanarsi, ma alle 18:00 Tovey ricevette nuove informazioni dall'Ammiragliato, sempre basate sulle intercettazioni radio, che suggerivano la presenza della Tirpitz a sud dell'Isola degli Orsi; la Home Fleet invertì nuovamente la rotta per dirigere sulla segnalazione. Alle 18:30 Tovey ruppe il silenzio radio e chiese all'Ammiragliato l'invio immediato di cacciatorpediniere per scortare la sua formazione: quattro incrociatori lasciarono Scapa Flow per disporsi tra Jan Mayen e l'Isola degli Orsi e trasbordare il loro carburante ai cacciatorpediniere in zona. La trasmissione radio fu tuttavia intercettata dal B-Dienst tedesco, mettendo finalmente sull'avviso Ciliax della presenza in mare di una forte forza da battaglia impegnata a dargli la caccia.

### La fine dell'operazione

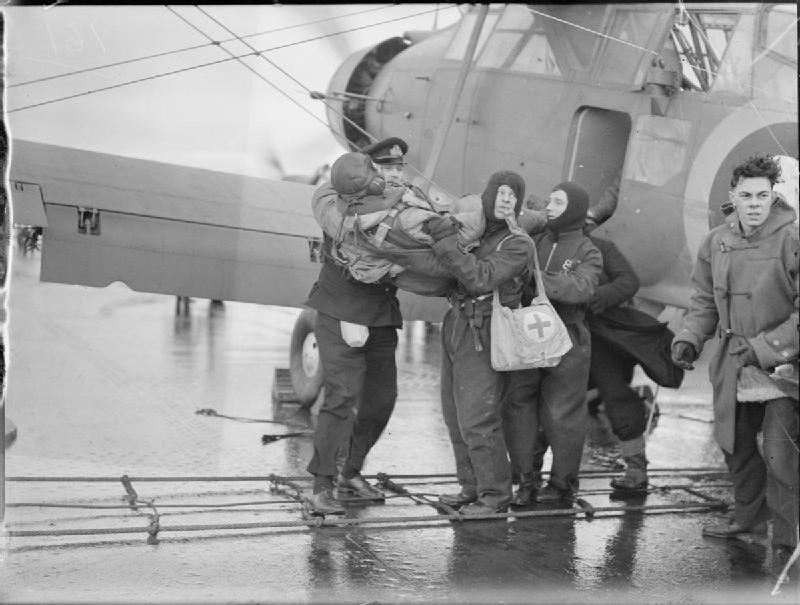
Il mitragliere di un Albacore, ferito dal fuoco tedesco, è evacuato dal velivolo rientrato sulla Victorious dopo il fallito attacco alla Tirpitz

La Tirpitz si trovava effettivamente a incrociare a sud dell'Isola degli Orsi, senza aver avvistato nemmeno un mercantile alleato; alle 21:30 la nave invertì la rotta e diresse verso sud, e alle 23:50 Ciliax decise di abbandonare la missione e rientrare a Trondheim. Il cambio di rotta fu segnalato dall'Ammiragliato a Tovey alle 02:40 del 9 marzo; con il tempo migliorato abbastanza per riprendere le operazioni di volo, alle 06:40 la Victorious catapultò sei Fairey Albacore per condurre missioni di ricognizione, mentre un'ora più tardi altri dodici Albacore armati di siluro furono fatti decollare in modo da essere pronti ad attaccare le navi tedesche.
Intorno alle 08:00 un Albacore avvistò infine la Tirpitz un centinaio di miglia a sud-est delle navi di Tovey con rotta verso sud; anche le vedette tedesche avvistarono il ricognitore britannico e alle 08:30 la Tirpitz, raggiunta nel frattempo dal cacciatorpediniere Ihn, virò verso est per dirigere sul porto di Narvik via Vestfjorden. Alle 09:17 i dodici Albacore della forza d'attacco raggiunsero la formazione tedesca nel Vestfjorden e puntarono sulla Tirpitz; i piloti della Victorious non avevano molta esperienza in missioni di aerosiluramento e l'attacco fu un fallimento: anche se un ordigno passò a poco più di nove metri dalla corazzata tedesca, nessun siluro fu messo a segno e due Albacore furono di converso abbattuti dal tiro contraereo della Tirpitz, con vari altri velivoli costretti ad allontanarsi con danni a bordo. Senza incontrare altra opposizione, la Tirpitz raggiunse sana e salva Narvik quella sera stessa.
Fallito il suo attacco aereo, alle 09:40 Tovey decise di interrompere nuovamente la caccia alla Tirpitz e fece rotta verso sud-ovest. Il miglioramento del tempo aveva consentito anche alla Luftwaffe di riprendere le operazioni di volo, e alle 15:45 tre bombardieri Junkers Ju 88 tedeschi si portarono all'attacco delle navi britanniche: una bomba mancò di poco la Victorious, ma nessun danno fu accusato dalle unità britanniche. La navigazione di rientro della Home Fleet si svolse senza altri incidenti, e le navi di Tovey raggiunsero Scapa Flow alle 23:00 del 10 marzo.
Pur senza dover ritrovarsi ad affrontare gli attacchi tedeschi, la navigazione dei convogli alleati era stata alquanto ostacolata dalle condizioni meteo. Il 7 marzo il cacciatorpediniere Oribi, di scorta al convoglio PQ 12, perse due uomini nel mare in tempesta ed ebbe la prua gravemente danneggiata per l'urto con formazioni di ghiaccio; similmente, il cacciatorpediniere sovietico Gromki subì gravi danni dal mare in tempesta mentre rientrava dalla scorta al QP 8 e il 9 marzo la baleniera Shera del PQ 12 fu capovolta e affondata dalla violenza delle onde. Il QP 8 giunse infine a destinazione in Islanda l'11 marzo e il giorno seguente i mercantili del PQ 12 gettarono l'ancora a Murmansk. La Tirpitz rimase per qualche giorno a Narvik, prima di rientrare a Trondheim il 13 marzo con la scorta di cinque cacciatorpediniere: otto cacciatorpediniere e quattro sommergibili degli Alleati erano stati schierati per tentare un intercettamento, ma la grande nave da battaglia evitò ogni contatto con il nemico.

## Conseguenze
L'operazione Sportpalast fu sostanzialmente un fallimento per la Kriegsmarine: la spedizione nel Mare di Norvegia aveva fruttato un misero risultato (un mercantile affondato), e nessun convoglio alleato era stato distrutto o sconvolto. La sortita della gigantesca Tirpitz aveva portato al consumo di 8000 tonnellate di carburante, una cifra spropositata per quello che era stato sostanzialmente un colpo a vuoto soprattutto alla luce della progressiva e sempre più grave carenza di carburate che stava affliggendo le forze armate tedesche nel periodo; la necessità di razionare il carburante avrebbe sempre più compromesso l'operatività delle grandi navi di superficie tedesche e influenzato le scelte tattiche dei comandanti superiori in mare, al punto che la mastodontica Tirpitz avrebbe sempre più ridotto le sue uscite in mare aperto.
L'operazione era stata frustrante anche per i britannici. Entrambi i convogli erano giunti a destinazione con perdite accettabili ma Tovey, pur bene assistito dagli apparati di intelligence, aveva fallito nell'intercettare la Tirpitz in una delle sue rare uscite in mare aperto, perdendo un'occasione importante per eliminare alla radice quella che sarebbe stata per molti mesi a venire una gravissima minaccia potenziale ai convogli artici degli Alleati.